# Monika Elling
Monika Elling, född 9 maj 1962 i Fröseke i Småland, är en tidigare VD på Poolia. 

## Biografi
Elling växte upp i Fröseke, där hennes far Gunnar Elling var VD för företagen Fröseke Möbler AB och Nybrofabriken AB. Hon studerade vid Handelshögskolan i Stockholm och var där studentkårsordförande 1984/1985. Efter Handelshögskolan flyttade Elling till Montreal för MBA-studier vid McGill University.
Elling blev 2010 verkställande direktör för bemanningsbolaget Poolia AB, men valde själv att sluta efter en kritisk granskning av tidningen Chef 2013. Granskningen fälldes senare av  Pressens Opinionsnämnd för att ha grovt brutit mot god publicistisk sed. Före tiden på Poolia var hon mellan 2005 och 2010 Chief Financial Officer och Regionchef för Intrum Justitia AB och före det börsanalytiker på SEB, Manager Business Development Securitas AB, Chief Operating Officer Arrow Lock tillhörande Assa Abloy-koncernen.
Hon verkar som arbetande styrelseordförande i rekryterings- och internshipsföretaget Talent Eye.